# No-log
No-log es un servicio de acceso a Internet por módem RTB ofrecido por la asociación francesa Globenet.
El servicio No-log nació en 2002 en contra de la Ley de Economía Digital francesa y para ayudar a proteger la privacidad de sus usuarios en Internet. No-log pedía algunos datos personales (nombre, apellidos, dirección) para crear una cuenta. Todos los servicios ofrecidos eran gratuitos pero limitados (estando garantizado el anonimato). El acceso a internet estaba acompañado de un servicio de correo electrónico que cumplía los requisitos mínimos legales de conservación de datos personales.
No-log es utilizado principalmente tanto como proveedor de mensajería instantánea. Dado su funcionamiento voluntario, las interrupciones de servicio no se tratan tan rápidas como los ISP comerciales.
En septiembre de 2006, No-log contó:
- 50 000 cuentas;
- 10 000 cuentas de mensajería utilizadas a diario;
- 5000 horas de acceso a internet mensuales.

Desde comienzos del 2008 no es posible crear más direcciones de mensajería no-log, ya que el servidor está saturado.